# توفان شن (فیلم ۱۳۷۵)
توفان شن فیلمی ایرانی به کارگردانی جواد شمقدری و نویسندگی شمقدری و سعید سهیلی محصول سال ۱۳۷۵ است. نسخه تلویزیونی این فیلم در ۱۰ قسمت از شبکه یک پخش شد.

## خلاصه داستان
پس از تسخیر سفارت آمریکا، مقامات آمریکایی تصمیم می‌گیرند برای آزادسازی گروگان‌های آمریکایی در ایران دست به اقدام نظامی بزنند. یک مأمور مخفی پنتاگون راهی ایران می‌شود تا مقدمات این حمله را مهیا کند. حمله نظامی آغاز می‌شود، اما توفان شن صحرای طبس حوادث دیگری را رقم می‌زند.

## بازیگران
- احمد نجفی
- فیروز بهجت محمدی
- حسین انصاری
- مهشید افشارزاده
- مهناز افضلی
- بهمن دان
- سیروس گرجستانی
- هوشنگ منصورخاکی
- غلامرضا عارف نژاد
- محمد الهی
- احمد ثابت نیا
- ناصر قاسمی
- محمد رجایی
- طاهره سنجرانی
- حبیب اله حداد
- سیامک سیروس
- محمد مطهرنیا
- عطاءاله مرادی
- علی‌اکبر خیری‌پور
- اصغر امیدوارخرم